# Paralimnus cinnamomeus
Paralimnus cinnamomeus är en insektsart som beskrevs av Mitjaev 1971. Paralimnus cinnamomeus ingår i släktet Paralimnus och familjen dvärgstritar. Inga underarter finns listade i Catalogue of Life.